# Edison (album)
Edison (1978) je studiové album českého bluesmana Jana Spáleného. Jedná se o zhudebnění známé básně Vítězslava Nezvala z roku 1928 (viz Edison). Hudebně by se dala nahrávka zařadit do progresivního rocku, ale lze nalézt i stopy jiných žánrů. Deska byla vydána u vydavatelství Supraphon.

## Seznam stop
Deska sestává celkem šesti stop: pěti zpívaných slok Nezvalovy básně a jednoho instrumentálního intermezza. 
1. Zpěv I - 6:03
2. Zpěv II - 4:34
3. Zpěv III - 5:37
4. Mezihra - 0:55
5. Zpěv IV - 8:23
6. Zpěv V - 9:06

## Hudebníci
- Jan Spálený - zpěv, bastrombón
- Jiří Stivín - flétna, altsaxofon, basklarinet
- Richard Kroczek - kytara, housle
- Eduard Parma ml. - basová kytara
- Vladimír Bár - Fender Rhodes, clavinet
- Jaroslav Vraštil - klavír, varhany, cembalo, syntezátory
- Petr Eichler - bicí, zvony, lahve, psací stroj

## CD
V roce 1997 vydalo nakladatelství Bonton CD, které obsahuje obě původní "Nezvalovská" LP Jana Spáleného: Edison a Signál času (1979).